# Ornithopteris portoricensis
Ornithopteris portoricensis là một loài dương xỉ trong họ Anemiaceae. Loài này được Maxon C.F.Reed mô tả khoa học đầu tiên năm 1947.
Danh pháp khoa học của loài này chưa được làm sáng tỏ. 